# Шошонг
Шошонг (англ. Shoshong) — місто на сході Ботсвани, на території Центрального округу.

## Географія
Місто знаходиться в південній частині округу, в долині річки Бонапіце (басейн річки Лімпопо), біля підніжжя гірського хребта Шошонг, на відстані приблизно 172 кілометрів на північний схід від столиці країни Габороне. Абсолютна висота - 1068 метрів над рівнем моря.

## Клімат
Клімат Шошонга характеризується як напівпустельний (BSh в класифікації кліматів Кеппена). Середньорічна температура повітря становить 19,5°C. Середня температура найхолоднішого місяця (липня) становить 12,9°С, найспекотнішого місяця (листопада) - 23,6°С. Розрахункова багаторічна норма опадів - 436 мм. Протягом року кількість опадів розподілено нерівномірно, основна їх маса випадає в період з жовтня по квітень. Найбільша кількість опадів випадає в серпні (160 мм) .

## Населення
За даними офіційного перепису 2011 чисельність населення становила 9678 чоловік.
Динаміка чисельності населення міста за роками:
| 1991 | 2001 | 2011 |
| ---- | ---- | ---- |
| 5592 | 7490 | 9678 |

## Транспорт
Найближчий аеропорт розташований в місті Серове .